# Vendaphaea lajuma
Vendaphaea lajuma là một loài nhện trong họ Corinnidae. Chúng được miêu tả năm 2009 bởi Haddad.